# シュガーベイブス
シュガーベイブス（Sugababes）はイギリス出身の3人組女性歌手グループ。

## 略歴
1998年に結成されて以来12枚のシングルを発売し、そのうちの6枚はUKチャート1位を獲得。アルバムもこれまでに6枚リリースしている。2003年にブリット・アワードベスト・ダンス・アクト賞を受賞（これまでに4回ノミネートされている）。

## メンバー

### 現メンバー
- ムティア・ブエナ (1985年5月21日 - )ロンドン出身、父親がフィリピン人、母親がアイルランド人のハーフとして誕生、5人の兄弟と3人の妹がいたが、そのうちの1人、実妹であるマヤは2002年に逝去。キーシャとは小学校の頃からの幼馴染。シーボンとは13歳で出会う、 2005年3月23日、第一子を出産。同年12月21日、Sugababesを脱退することが発表された。(2019年に復帰)彼らの公式ウェブサイトでの発表によると、「キーシャの決定は純粋に個人的な理由に基づいており、彼女は自分とハイディの両方と親友であり続けるだろう」と後にインタビューで第一子誕生後、産後うつ病に苦しんでいると述べ、グループのますます多忙なスケジュールと組み合わさって、家族とより多くの時間を過ごすために去ることを選んだ。

- キーシャ・ブキャナン (1984年9月30日 - )ロンドン出身、両親はジャマイカ系イギリス人として誕生、ブルーのメンバーサイモン・ウェブとは遠戚である。ムティアとは小学校の頃からの幼馴染。シーボンとは13歳で出会う、2009年9月21日、Sugababesを脱退することが発表された。(2019年に復帰)。

- シオバン・ドナギー (1984年6月14日 - )ロンドン出身、ムティアとキーシャとは13歳の時に出会う、2人の姉妹がおり、自身のメイクアップアーティストとして活動している。2001年8月、Sugababesを脱退することが発表された。(2019年に復帰)。2013年に結婚し、2017年に第一子、2020年に第二子をそれぞれ出産。アイルランドのゲーリックフットボール選手のキーラン・ドナギーは従兄弟である。

### 旧メンバー
- ハイディ・レンジ (1983年5月23日 - )リバプール出身、元々はアトミック・キトゥンのメンバーであり、音楽性の違いからデモを歌って脱退し、シーボンの後継者として2001年8月に加入し、シングル 「Freak Like Me」にてメディア初登場。2012年にソロに転向。2016年に結婚。2018年1月に第一子、2021年8月に第二子をそれぞれ出産。

- アメリ・ベラバ  (1984年4月22日 - )ハンプシャー出身、ムティアの後継者として2005年12月に加入。ハスキーなボーカルが特徴でラップを担当している。アルバム「Taller in More Ways」は2006年初頭にボーカルを再録音して再リリースされ、加入が急だったため、彼女はアルバムの3曲のボーカルを録音することしかできなかったが、加入後に新曲として「Now You're Gone」にて、アメリが加入後初のオリジナルソングとなる。2007年4月28日、クラブのダンスフロアで少女を暴行したという容疑で逮捕されるも、2008年1月10日、刑事損害と公共秩序違反の疑いで再逮捕され、逮捕は、同年1月9日に車への攻撃の疑いに関連して行われた。2013年5月にソロアルバムの制作がほぼ完成したことを確認し、夏の時期にコレクションをリリースすることを検討しているという。以前、アルバムの2曲を除いてすべての曲を自身で制作し、ベチームを組んだイギリスのDJ Adam Jのシングル「Love (Is All We Need)」、そしてThe Nightcrashersの制作チームをフィーチャーした。ベラバは2014年9月21日に別のシングル「Summertime」をリリース、8月9日にVevoで初演。2014年に結婚するが2020年に離婚。2022年1月、ミルトン・ケインズのラジオ局MKFMのレイトショーの司会者として発表された。

- ジェイド・イーウェン (1988年1月24日 - )ロンドン出身、キーシャの後継者として2009年9月に加入。母親はジャマイカ人である。加入前は別のグループでデビューする予定だったが、諸事情でデビュー出来なかった。2008年にソロ歌手としてデビュー。

## 来歴

### 結成
Sugababesは1998年に結成され、 オール・セインツのマネージャーである、ロン・トムとサラ・ステネット、そしてファーストアクセスエンターテインメント。シオバン・ドナギーと同じく13歳のムティア・ブエナは、ソロアーティストとして契約していたが、同じショーケースで演奏した後、結成することに決めた。スタジオで働いている間、ムティアは親友を招待したキーシャが彼らを見る。マネージャーのロン・トムは、3人の女の子がトリオになることを決定し、彼らの異なる外見をベネトンキャンペーンのユナイテッドカラー。もともとSugababiesと呼ばれていたグループの名前は、彼らが署名したときにSugababesに調整されましたロンドンレコードは、グループにもっと成熟したイメージを与える。[6]
グループ名の「シュガーベイブス (Sugababes)」はブキャナンの学生時代のニックネームである「シュガーベイビー (Sugar Baby)」からきている。レコーディング中はグループは「ザ・シュガーベイビーズ (The Sugababies)」として親しまれていた。メンバーが14歳の頃にはロンドン・レコードとレコード契約を結びグループ名を現在の「シュガーベイブス (Sugababes)」とする（すでに「Sugababies」というグループが存在していたので変えたのではないかという情報もある）。

### 1998年 - 2001年、デビューとシオバンの脱退
グループのデビューシングル、「Overload」は、6位でピークに達した2000年のUKシングルチャートでノミネートされたベストシングルのBRIT賞。[7][8]グループは、デビューアルバム「One Touch」のほとんどのトラックを共同で作詞作曲した。オール・セインツのプロデューサー、キャメロン・マクベイ。「One Touch」はUKアルバムチャートにて26位に達したがアルバムの売り上げは満たさなかったロンドン・レコードの期待、そして2001年にグループを卒業し、それは後にゴールド認定を受けましたBPIによると、2008年までに英国ミュージックウィークにて22万枚を売り上げるも、2001年8月の日本プロモーションツアー中に、シオバンはグループを卒業、ロンドン・レコードとは契約終了。元アトミック・キトゥンの元メンバーで当時フリーで活動していたハイディ・レンジが加入。

### 2002年 - 2004年、新生Sugababes
ハイディが加入後、新しいレコード会社を探し、Island Recordに移籍、契約を結ぶ。新しいレーベルのもと、「Freak Like Me」をリチャード・エックス（リバティーXと共にシングルをリリースしたことがあるプロデューサー）と共に製作。この曲で初めてUKチャート1位を記録する。
シングル「Round Round」も同チャート1位を記録し、アイルランド、オランダ、ニュージーランドでは最高2位をマークした。また、オーストラリアでは35000枚を売り上げ13位にランクインした。
2ndアルバム『Angels with Dirty Faces』はUKチャート2位を記録し、ヨーロッパだけでも100万枚を売り上げた。次のシングルは「Stronger」と「Angels with Dirty Faces」のダブルAサイドとしてリリース。母国でトップ10にランクインし、映画パワーパフガールズのテーマソングとして使用された。
シングル「Shape」は2003年の始めにUKチャートで最高11位、オランダとアイルランドでは10位をマークした。
以上の活躍より、同年のブリット・アワードのベスト・ダンス・アクト賞にノミネートされ見事受賞した。この成功により、この後のシングル「Party in the Club」はITVのドラマ『Girls In Love』のテーマ曲に選ばれた。
3rdアルバム『Three』は2003年の暮にリリースされ、UKアルバムチャート3位を記録し、同アルバムからのシングル「Hole in the Head」は3度目の同チャート1位を記録。またデンマークでも初めて1位を記録した。アイルランド、オランダ、ノルウェーでも2位を記録し、ビルボードチャートでも 96位、そしてアメリカ・Hot Dance Music/Club Playチャートで1位を記録した。
このアルバムから2枚目のシングル「Too Lost in You」は映画、ラブ・アクチュアリーにも使われ、UK、ドイツ、オランダ、ノルウェー、中国、台湾でトップ10を記録する大ヒットとなった。3枚目の「In the Middle」は2004年にリリースされ、UKチャート8位、4枚目のバラード調の「Caught in a Moment」もUKチャート8位を記録した。
2004年にコールドプレイ、ダイド、ロビー・ウィリアムズなど多数の著名アーティストと共に2004年版のバンド・エイドを結成し「Do They Know It's Christmas?」を12月にリリース。1週目で20万枚を売り上げUKチャート1位を記録した。売上金のすべてがスーダンのダルフールの飢饉へと贈られた。

### 2005年 - 2008年、ムティアの脱退とアメリの加入、新生Sugababes再び
4枚目のアルバムを制作中、メンバーのムティアが交際していた男性との間に妊娠を発表し、2005年3月に娘を無事出産。
この後にLIVE 8にも初めて参加した。
2005年10月2日にシングル「Push the Button」が4回目のUKチャート1位、そして初めてのアイルランドチャート1位を記録。同曲は30万枚を売り上げブリット・アワードにもノミネートされた。また、オーストリア、ニュージーランドでも1位を記録し、オーストラリアでは10万枚を売り上げ3位、アメリカではダンスチャートで大ヒットした。
同年10月16日、4thアルバム『Taller in More Ways』が彼女たちにとって初めてアルバムチャート1位を獲得し、この日も未だにシングルは1位をキープしていたため、同じ日にシングル、アルバム、エアプレイ、そしてダウンロードチャートの4つのチャートで1位を記録した。
同年12月21日、ムティアがグループ卒業と報じられる。オフィシャルサイトによると、この決定はブエナの個人的な理由によるものであり、いまでもメンバーのキーシャとハイディとはお互い親友であると発表している。彼女の卒業により、「活動を続けるために新しくメンバーを加える必要がある」とキーシャは語った。
そして、アメリ・ベラバが12月の終りにグループに加わり、2006年の始めに新しいシュガーベイブスとしての初めてのシングル「Red Dress」をリリース。UKチャートで4位を記録した。メンバーの変更によりアルバムに収録した全曲を作りなおし、2006年に『Taller in More Ways』を再リリース。UKチャート18位に、またヨーロッパでは100万枚を売り上げた。
2006年4月にはポーランドのESKAミュージック・アワードでベスト・ワールド・グループを受賞した。
このアルバムから最後のシングル「Follow Me Home」は6月にUKのみでリリースされ、同チャート32位におわり、グループとして一番低い結果となった。
2006年の中盤からはベストアルバム『Overloaded: The Singles Collection』に収録する新曲「Easy」の製作にとりかかる。UKシングルチャートでは8位にランクインした。ベストアルバムは2006年11月13日に発売され、アルバムチャート3位を記録した。
2006年の終わりには2007年のBBC主催のチャリティ番組に向けた曲をガールズ・アラウドと共に制作すると発表。曲はエアロスミスの代表曲でもある「ウォーク・ディス・ウェイ」であった。シングルは2007年3月12日に発売され、ベラバ加入以来初のUKチャート1位を獲得、グループとしては5度目となった。
ベストアルバムがリリースされて約1年後の2007年10月8日にはUKアルバムチャート43位に戻り、リリース後、ツアー活動を成功させ、新しいアルバムの制作に取り掛かった。2007年10月14日に発売された5thアルバム『Change』はアルバムチャート1位を記録した。
シングル「About You Know」はUKダウンロードチャートで1位を獲得し、4週間連続でチャート1位にとどまり、ドイツでは8位が最高位であった。また、2008年のブリット・アワードベストシングル部門にノミネートされた。「アバウト・ユー・ナウ」は、2009年2月にミランダ・コスグローヴによってカバーされた。
次のシングル「Change」は2007年12月17日にリリースされ、UKチャートで最高13位。このとき「アバウト・ユー・ナウ」はまだ同チャート12位であった。
また、シュガーベイブスはアニー・レノックスと共に「Sing」という曲を製作し、アルバム『Songs of Mass Destruction』に同曲は収録されている。同曲はHIV/AIDS感染者の人を励ます歌である、とレノックスは自身のホームページで公表している。
12月10日には「My Love Is Pink」がネット上で発売された。 『Change』から3枚目のシングル「Denial」は2008年3月17日に発売され同チャート15位を記録した。
2008年10月20日、6thアルバム「Catfights and Spotlights」をリリース
リード・シングルの「Girls」がUKチャート3位を記録した。この曲はドラッグストアのブーツのCMに起用されてヒットしていたアーニー・ケイドーの「Here Comes The Girls」をサンプリングしたものだった。
シングル「No Can Do」はUKチャート23位を記録しセカンドシングルはあまり振るわなかった。

### 2009年 - 2010年、キーシャの脱退、ジェイド加入、3度目の新生Sugababes
「No Can Do」のリリース後、グループは2009年のツアーを行わず、代わりに7枚目のスタジオアルバムの作曲と録音に専念することを決定した。Sugababesは7thアルバム「Sweet 7」の制作のためにアメリカに訪れていた。2009年4月、SugababesはJay-ZのレーベルRoc Nationと契約を結ぶ。Sweet 7のリードシングル「Get Sexy」は、2009年9月にUKシングルチャートで2位を記録するも、アメリはSweet 7のプロモーションの2つを欠席したため、グループを去ったと報じられる。また、英国の2009年ユーロビジョン・ソング・コンテストの出場者であるジェイド・ユーエンがグループに加わり、アメリの後任になるという噂もあったが9月21日、グループの唯一のオリジナルメンバーであるキーシャがグループを卒業し、ユエンに取って代わったことが明らかになった。[56]ブキャナンはツイッターで、卒業決断は彼女ではないと明かし、その結果、一部のジャーナリストは彼女を「解雇された」と表現。
悲しいことに、私はもうスガバブの一員ではありません...去ることは私の選択ではありませんでしたが、私の人生の新しい章に入る時が来ました...議論、いじめ、またはこれにつながるようなものはなかったことを述べたいと思います。コミュニケーションの中断や信頼の欠如は、さまざまな結果をもたらすことがあります。
— ケイシャ・ブキャナン、2009年9月
批評家やファンはこのニュースに非常に否定的な反応を示し、ガーディアンは「なぜSugababesのショーはキーシャなしで続けられないのか」と題した記事を掲載。デジタルスパイは「キーシャ・ブキャナン、私たちはあなたに敬礼します」というタイトルの記事を掲載し、「信じられないほどのポップソング」への貢献に感謝しました。アメリとハイディによると、どちらも辞めたいと考えており、キーシャが協力するのが難しすぎると主張したため、グループの経営陣はキーシャのために2人の新しいメンバーを見つけるのではなく、彼らに従ったがキーシャは2020年に、公表されるまで、自分がグループから追放されたことを知らなかったと述べた。
新メンバーのジェイドは、キーシャがグループを脱退したわずか数日後に、シングル「About a Girl」のミュージックビデオを撮影するためにアメリカに出発。「About a Girl」はイギリスで8位を記録。
2010年3月、元グループメンバーのムティアは、グループ名の所有権を欧州商標庁に申請しました。ムティアはキーシャ離脱の論争の中で提出され、ムティアは「Sugababesは終わった」と主張し、グループにはまだ創設メンバーがいないと主張。ムティアが商品、文房具、包装、包装リボンに名前を使用する権利を取得していたことが確認された。
2010年4月に8thアルバムのレコーディングを開始。2011年6月、グループとそのマネージャーであるサラ・ステネットとマーク・ハーグリーブズ・クラウン・ミュージック・マネジメント・サービスは、10年のレコード・レーベルであるIsland Recordsを去り、ソニー・ミュージックのRCAレコードと、クラウン・ミュージック・マネジメント・サービスをレコード・レーベルとして、新しい3枚のアルバム・ディストリビューション契約を結ぶ。7月にSugababesは新アルバムのコンセプトについてコメントし、「少し暗く、タフで、かなりエッジの効いた」と言った。別のインタビューで、グループは新アルバムが彼らの個性を示したと述べ、ロンドンのワイヤレスフェスティバルで、キーシャとハイディ、アメリ、ジェイドは再会を行い、後にした。キーシャがはレンジとベラバに2年ぶりに会ったのは初めてであり、彼女が「代わり」のジェイド・ユーエンに正式に会ったのは初めてだった。[82]その後のインタビューで、ブキャナンは2009年に受けた治療に失望したが、現在のラインナップに「幸運を祈る」と述べた。[83]
新レーベルの下での彼らの最初で唯一のシングル「フリーダム」は、2011年9月25日に無料でリリースされました。[84]その後、グループは休止を始めた[85]ソロプロジェクトに取り組む：レンジはダンシング・オン・アイスの第7シリーズに参加しました。[86]ベラバはソロ素材に取り組んだ[87]そして、EwenはSplashの最初のシリーズで出場者として競いました！
2013年3月、Ewenは、Sugababesが年末までに新しい音楽を録音するために改革する可能性が高いと述べました。リリース日は決まっていませんが、[88]そして5月、ベラバはグループがニューアルバムのために曲を書いていて、2014年に新しい音楽をリリースしたいと語った。しかし、同年の後半、ジェイドは彼らが「ほぼ終わった」と述べ、これは当初、グループが2014年後半に再び結成すると信じていると述べたアメリによって否定。2014年1月、ハイディはジェイドの声明と矛盾し、グループはソロプロジェクトを追求するために休止しているだけだと述べた。しかし、彼女は後に2020年6月のインタビューで、キーシャの退任後の論争と人気の低下のために、グループが2011年に彼らがさらに続けることは公平ではないことを認めたことを認めた。
2019年3月、アメリは、ファンのための別れのツアーのために、Sugababesが改革について何度かアプローチされたことを明らかにした。7月、アイルランドの放送局RTÉとのインタビューで、彼女はグループの6人のメンバー全員をフィーチャーした再会ツアーについて議論があったと述べました。

### 2011年 - 2018年 Mutya Keisha Siobhánの結成
キーシャは、脱退からわずか9か月後の2010年6月に、元メンバーよムティアとシオバンと共にカムバックするというと噂が出た。2011年10月、いくつかの報道機関は、Sugababesがオリジナルメンバーでの再編成されると報じた。ムティアとキーシャは2012年1月に「他の2人の女性」とイギリスのラッパーのプロフェッサー・グリーンと一緒にスタジオにいるとツイートし、グループが再結成するのではないかという憶測がさらに煽られた。ムティアは後にSNSでこれを否定。それにもかかわらず、スコットランドのシンガーソングライターのエメリ・サンデは、MTV UKの取材にて、ムティア、キーシャ、シオバンのために新曲を書いたことを認めた。
2012年4月、オリジナルメンバーがPolydor Recordsと100万ポンドのレコード契約を結んだと報じられた。2012年7月、グループがMutya Keisha Siobhánという名前で再編成し、Polydorの下で新しいアルバムに取り組んでいることが確定。2012年7月27日に2012年夏季オリンピックの開会式に出席し、公式Instagramページに写真を投稿し、オリジナルメンバーが11年ぶりに公の場に姿を現した。シオバンは「スタジオにいる女の子たちと一緒に。アルバムは完成したと思います」彼らの復帰は、NMEの「2012年を定義した75の瞬間」カウントダウンで、2012年の11番目に大きな瞬間に選ばれました。
2012年12月にファッション雑誌ポニーステップの表紙を飾り、彼らはポニーステップの大晦日パーティーを行いました。このパフォーマンスは、ムティア、キーシャ、シオバンが10年以上ぶりに共演。2013年1月7日、グループはキーシャのYouTubeアカウントに「Boys」の短いアカペラクリップをアップロードしました。同日、Popjusticeはスタジオ版の3秒のクリップをリリースした。グループはストームモデルマネジメントと契約。3月14日グループのプロデューサーであるDev Hynesは、SoundCloudの公式ページに「Sway Down in Swimming Pools」をアップロードしました。これは、グループをフィーチャーしたKendrick Lamarの「Swimming Pools (Drank)」の再解釈。3月26日、グループはフェニックスのシングル「エンターテインメント」のリミックスに出演。
2013年6月にシングル「Flatline」をリリースし8月1日にスカラで最初の公式ヘッドライン公演を行った。
10月初旬、Mutya Keisha SiobhánがGoogle+ Sessionsシリーズに出演し2013年11月6日、ムティアはSugababesの名前を取り戻すことにオープンであると述べた。2013年11月8日から16日にかけて、セイクリッド・スリー・ツアーに乗り出し、英国全土で6回の公演を行った。
2016年6月、ロンドン・プライドのWandsworthRadioスペシャルで、シオバンはアルバムの発売は翌年だとコメント。2017年8月、キーシャはインタビューで、以前の作品がオンラインにリークされた後、グループが新譜に取り組んでいると述べました。2018年6月、シオバンはTom AspaulのポッドキャストBattle Popにゲストとして出演し、「私たちはまだ一緒にいます。それは本当に簡単に[言う]し、ファンを安心させる。私たちはこれまで以上に強くなっています。」彼女は、アルバムがいつリリースされるか、あるいはリリースされるかどうかさえもわからないと付け加えた。

### 2019年 - 2024年 Sugababesのオリジナルメンバーでのカムバック
キーシャ、ムティア、シオバンは2019年にSugababesというグループ名の権利を取り戻し、その年の後半、グループはDJスプーニーと彼のアルバム「Garage Classical」に出演し、Sweet Female Attitudeの2000年の曲「Flowers」をカバーした。これは、ムティア・ケイシャ・シオバンとして8年間働いた後、グループがSugababesという名前でリリースされた最初の作品。彼らのカムバックパフォーマンスは2019年10月18日にグラハムノートンショーで行われた。グラハム・ノートンのショーでのパフォーマンスの後、グループは新しい音楽と20周年記念プロジェクトに取り組んでいることを明らかにされたがCOVID-19のパンデミックにより、計画は保留、2021年5月11日、SugababesはMNEKをフィーチャーした2001年のシングル「Run for Cover」のリミックスをリリース。2021年6月22日に、「One Touch」からのトラックであるブラッドオレンジのリミックス「Same Old Story」が続き、2021年10月1日、彼らは未聞のデモとリミックスを含むOne Touchの20周年記念拡張版をリリース。このアルバムはUKアルバムチャートで18位を記録し、当初のピークである26位を上回った。
Sugababesは、2022年6月の2日目にロンドンのHerne Hillで開催された「Mighty Hoopla」フェスティバルのヘッドラインを務めた。ダブリンのレグでウェストライフをサポートし、夏の間、グラストンベリー（大勢の群衆のためにフィールドを閉鎖しなければならなかった）を含む多くの音楽祭に出演、
ポーツマスの勝利祭らそしてマーゲートプライドフェスティバルにも出演。2022年6月3日、2013年のMutya Keisha Siobhánのシングル「Flatline」がSugababes名義で再リリース。
2022年10月/11月、Sugababesはブリストルから始まり、グラスゴーで締めくくる17日間のヘッドラインツアーで演奏。
2022年12月24日、Sugababesは新アルバム「The Lost Tapes」を独自にサプライズリリース。このアルバムはもともと2013年に録音されたが、公式リリースは行われなかった。オンラインで次のように述べています。「私たちはこのアルバムをほぼ8年前に書きましたが、さまざまな理由で公式リリースされなかったため、The Lost Tapesがすべてのストリーミングプラットフォームで利用可能になったことを誇りに思います。」The Lost Tapesは、UK Album Downloads Chart Top 100で2位でデビューしました。
2023年2月、Sugababesはオーストラリアをツアーし、初のヘッドラインツアーを行った。2023年9月、SugababesはロンドンのO2 Arenaで1回限りの史上最大のショーを行いました。
2023年9月15日、Sugababesはシングル「When the Rain Comes」をリリースしました。この曲は、バンドの当時の新しいレコードレーベルであるBMGがリリースした最初の作品。SugababesはO2でOne Night Onlyのコンサートで演奏され、2023年12月、ジョイ・アノニマスのリミックス「Push the Button」に「JOY (Push the Button)」と題した。
2023年12月31日にJools' Annual Hootenannyに出演しました。Sugababesは第26回MOBOアワードで「インパクト賞」を受賞。そして、パークライフ、キャピタルのサマータイムボール、ウェストホルツのステージに登場したグラストンベリーフェスティバルなど、2024年を通してさまざまなイベントやフェスティバルに出演。また、ベルリンで開催されたUEFAユーロ2024決勝でパフォーマンスを行った。
2024年8月、Two Shellのリミックス「Round」に出演し、シングル「Round Round」をサンプリングし、同月、このグループはマンチェスター・プライドのヘッドライナー・アクート。2024年8月30日、グループはシングル「Situation」をリリースしました。これは、A Little Soundとのコラボレーションで、「Overload」のコーラスと、新しい歌詞を使用しています。ビジュアルは同日にリリースされ、2024年9月8日、BBCRadio 2で披露。

### 2025年 - アリーナツアー
2025年1月、再びオーストラリアをツアーを行った。2025年3月13日、Sugababesはシングル「Jungle」をリリース。BMGを退社して以来、最初のリリースをマークし、2025年3月現在、グループは独立したアーティスト、2025年4月と5月はイギリスとヨーロッパのアリーナをツアーしました。アリーナツアーが始まったのと同じ日に2025年4月、シングル「Weeds」がリリース。

## タブロイド紙
常に地元のタブロイド紙の標的となっている。特に、メンバーの間でケンカが多いのでは、といったような不仲説を理由もなく報じられることが度々ある。これは、デビュー当時、シオバンは卒業当初の理由はファッションのキャリアを追求したいと話していたが実際の理由はグループのメンバー間の内紛の報告の中で、最終的に臨床的うつ病と診断された。後に、卒業ではなく、キーシャのパワハラによってグループから脱退したと述べた。元アトミック・キトゥンのメンバーであるハイディに代わったのではと言われている。グループ内の内紛の噂と分裂の報告に囲まれ、噂では、キーシャとムティアがハイディへのパワハラと示唆されているが、ハイディ自身はそのような主張を繰り返し否定。ムティアは後に、最初に加入したとき、ハイディと話をしなかったことを認めた。
2009年9月、アメリがSweet 7の2本のプロモーション活動を体調不良で欠席したため、Sugababesを脱退したと報じ、噂もあった。キーシャの後継としてイギリスの2009年ユーロビジョン・ソング・コンテストの出場者であるジェイド・ユーエンがグループに加わり、アメリの代わりとなるも、9月21日、グループの唯一のオリジナルメンバーであるキーシャがSugababesを卒業し、ジェイドに取って代わったことが明らかになった。キーシャはツイッターで、卒業の決断は彼女ではないと明かした。その結果、一部のジャーナリストは彼女を「解雇された」と表現した。
悲しいことに、私はもうSugababesの一員ではありません...去ることは私の選択ではありませんでしたが、私の人生の新しい章に入る時が来ました...議論、いじめ、またはこれにつながるようなものはなかったことを述べたいと思います。コミュニケーションの中断や信頼の欠如は、さまざまな結果をもたらすことがあります。
— キーシャ・ブキャナン、2009年9月
批評家やファンはニュースに非常に否定的な反応を示し、ガーディアンは「なぜSugababesのショーはキーシャなしでは続けられないのか」と題した記事を掲載。デジタルスパイは「キーシャ・ブキャナン、私たちはあなたに敬礼します」というタイトルの記事を掲載。アメリとハイディによると、2人ともSugababesを辞めたいと考えており、キーシャが協力するのが難しすぎると主張したため、グループの経営陣はキーシャのために2人の新しいメンバーを見つけるのではなく、彼らに従うことにしました。キーシャは2020年に、彼女の出発が公表されるまで、自分がグループから脱退されたことを知らなかったと述べた。
新メンバーのジェイドは、シングルはキーシャがグループを去ったわずか数日後にシングル「About a Girl」はイギリスで8位に達し、体制の変更によるメンタル治療のために、アメリがオーストリアに飛んだため、プロモーションスケジュールが切り捨てられた中、2009年後半、「Wear My Kiss」は2010年2月にシングルとしてリリース。元々は2009年11月下旬にリリースされる予定だったアルバムは、2010年3月まで延期。「Wear My Kiss」は英国で7位を記録。このアルバムはイギリスでデビューし、14位でピークに達したが、キーシャの卒業から生じる識別可能なサウンド、ソウル、オリジナリティの喪失により、批判的に非難された。
キーシャがハイディとアメリに2年ぶりに会ったが、後継のジェイドに正式に初対面を行った。その後のインタビューで、キーシャは2009年に受けた治療に失望し、現在の体制に「幸運を祈る」と述べた。しかし、後に2020年6月のインタビューで、キーシャの脱退後の論争と人気の低下のために、グループが2011年に彼らがさらに続けることは公平ではないことを認め、グループの6人のメンバー全員をフィーチャーした再会ツアーについて議論があったと報じられた。

## ディスコグラフィー

### アルバム
| 年                                        | タイトル                 | アルバム詳細                                                                                         | チャート最高位 | チャート最高位 | チャート最高位 | チャート最高位 | チャート最高位 | チャート最高位 | チャート最高位 | チャート最高位 | チャート最高位 | チャート最高位 | 認定 |
| 年                                        | タイトル                 | アルバム詳細                                                                                         | UK             | AUT            | DEN            | GER            | IRE            | NLD            | NOR            | NZ             | SWE            | SWI            | 認定 |
| ----------------------------------------- | ------------------------ | --- | -------------- | -------------- | -------------- | -------------- | -------------- | -------------- | -------------- | -------------- | -------------- | -------------- | --- |
| 2000                                      | One Touch                | - 発売日: 2000年11月27日 - レーベル: London - フォーマット: CD, LP, cassette - 全英売上: 22万枚      | 26             | 6              | —              | 7              | 55             | —              | 16             | —              | —              | 8              | - UK: ゴールド |
| 2002                                      | Angels with Dirty Faces  | - 発売日: 2002年8月26日 - レーベル: Island - フォーマット: CD, cassette - 全英売上: 91.8万枚         | 2              | 19             | 37             | 13             | 3              | 12             | 21             | 11             | 49             | 13             | - UK: 3× プラチナ - IFPI: プラチナ - NLD: ゴールド - SWI: ゴールド                                                                   |
| 2003                                      | Three                    | - 発売日: 2003年10月27日 - レーベル: Island - フォーマット: CD, cassette - 全英売上: 60万枚          | 3              | 21             | 39             | 10             | 9              | 4              | 45             | 22             | 54             | 9              | - UK: 2× プラチナ - GER: ゴールド - IFPI: プラチナ - SWI: ゴールド                                                                   |
| 2005                                      | Taller in More Ways      | - 発売日: 2005年10月10日 - レーベル: Island - フォーマット: CD, digital download - 全英売上: 86万枚  | 1              | 5              | 32             | 11             | 7              | 10             | 16             | 30             | 23             | 6              | - UK: 2× プラチナ - AUT: ゴールド - DEN: ゴールド - GER: ゴールド - IFPI: プラチナ - IRE: 2× プラチナ - NZ: ゴールド - SWI: ゴールド |
| 2007                                      | Change                   | - 発売日: 2007年10月8日 - レーベル: Island - フォーマット: CD, digital download                      | 1              | 32             | —              | 33             | 10             | 69             | —              | —              | —              | 14             | - UK: プラチナ - IRE: プラチナ |
| 2008                                      | Catfights and Spotlights | - 発売日: 2008年10月20日 - レーベル: Island - フォーマット: CD, digital download - 全英売上: 2.3万枚 | 8              | —              | —              | —              | 18             | —              | —              | —              | —              | —              | - UK: ゴールド |
| 2010                                      | Sweet 7                  | - 発売日: 2010年3月15日 - レーベル: Island - フォーマット: CD, digital download - 全英売上: 1.1万枚  | 14             | —              | —              | —              | 35             | —              | —              | —              | —              | 92             | |
| "—"は未発売またはチャート圏外を意味する。 |                          | |                |                |                |                |                |                |                |                |                |                | |

### ナンバー1シングル
| 年   | タイトル                                | アルバム                | 最高位 | 最高位       | 最高位     | 最高位     | 最高位       | 最高位           | 最高位     | 最高位 | 最高位 |
| 年   | タイトル                                | アルバム                | UK     | アイルランド | ポーランド | デンマーク | オーストリア | ニュージーランド | クロアチア | EU     |        |
| ---- | --------------------------------------- | ----------------------- | ------ | ------------ | ---------- | ---------- | ------------ | ---------------- | ---------- | ------ | ------ |
| 2002 | "Freak Like Me"                         | Angels with Dirty Faces | 1      | 2            | 15         | 14         | 22           | 25               | 5          | 9      |        |
| 2002 | "Round Round"                           | Angels with Dirty Faces | 1      | 2            | 6          | 3          | 8            | 2                | 3          | 3      |        |
| 2003 | "Shape" with スティング                 | Angels with Dirty Faces | 11     | 9            | 1          | 16         | 50           | -                | 12         | 33     |        |
| 2003 | "Hole in the Head"                      | Three                   | 1      | 2            | 1          | 1          | 5            | 11               | 2          | 3      |        |
| 2005 | "Push the Button"                       | Taller in More Ways     | 1      | 1            | 1          | 3          | 1            | 1                | 1          | 1      |        |
| 2007 | "Walk This Way" with ガールズ・アラウド | for Comic Relief        | 1      | 14           | 7          | -          | -            | -                | -          | 15     |        |
| 2007 | アバウト・ユー・ナウ "About You Now"    | Change                  | 1      | 2            | 8          | 12         | 4            | 20               | 1          | 4      |        |
| 合計 | 合計                                    | 合計                    | 6      | 1            | 3          | 1          | 1            | 1                | 2          | 1      |        |

### ツアー
- 2004 - Three Tour
- 2006 - Taller In More Ways Tour
- 2007 - Overloaded: The Singles Tour
- 2008 - Change Tour